# سلطان‌آباد (چاراویماق)
سلطان‌آباد یکی از روستاهای استان آذربایجان شرقی است که در دهستان ورقه بخش مرکزی شهرستان چاراویماق واقع شده‌است.